# 台7線
台7線（たいしちせん）は、桃園市大渓区から宜蘭県壮囲郷に至る台湾省道であり、別称は「北横公路」。
台7線には台7甲、乙、丙、丁線の合計4支線がある。

## 概要
- 全長：128.396Km
- 起点：桃園市大渓区（台3線の交差地点）
- 終点：宜蘭県壮囲郷（台2線の交差地点）
- 経由地：

## 歴史
| 年 | 月日 | 事跡 |
| -- | ---- | ---- |

## 通過する自治体
- 桃園市
  - 大渓区 - 復興区

- 宜蘭県
  - 大同郷 - 員山郷 - 宜蘭市 - 壮囲郷

## 接続する道路
- 高速道路
  - 宜蘭IC

## 路線

### 主線
- 大渓
たいけい

- 下田心子
しも-でんしんし

- 上田心子
かみ-でんしんし

- 三層
さんそう

- 頭寮（慈湖）
とうりょう

- 八結（百吉）
はっけつ

- 水流東（中国語版）
すいりゅうとう

- 角板山社（中国語版）
かくばんざん-しゃ

- ハブン社（中国語版）（霞雲坪）
はぶん-しゃ

- キョパン社（中国語版）（羅浮）
きょぱん-しゃ

- カウボー社（高坡）
こうぼう-しゃ

- ブナオ社（雪霧鬧）
ぶなお-しゃ

- ピヤワイ社（比亞外）
ぴやわい-しゃ

- カウイラン社（中国語版）（高義）
こういらん-しゃ

- ソロ社（蘇樂）
そろ-しゃ

- 稜角
りょうかく

- バロン社（中国語版）（巴陵）
ばろん-しゃ

- ララ山口（中国語版）
らら-さん-ぐち

- タマン渓（大曼）
たまん-けい

- 萱原
かやはら

- 四稜（中国語版）
しりょう

- 西村（桃園宜蘭県界）
にしむら

- 田丸
たまる

- 池ノ端（中国語版）（明池）
いけのはた

- ボンボン社（梵梵/英士）
ぼんぼん-しゃ

- 松羅社
しょうら-しゃ

- 玉蘭
ぎょくらん

- 崙埤子
ろんひし

- 粗坑
そうこう

- 再連
さいれん

- 蚊子煙埔
ぶんしえんほ

- 上深溝
かみ-しんこう

- 三鬮
さんき

- 員山
いんざん

- 宜蘭
ぎらん

### 甲線
宜蘭県大同郷の百韜橋を起点とし、台中市和平区の梨山を終点とする支線である。全長73.988Km。「中横公路宜蘭支線」の別称である。建設当時の名称は「台中羅東線」だったが、後に「宜蘭支線」で改称し、この略称が使用されるようになった。 
- ヱボシ（独立山）
えぼし

- ルモアン社（留茂安）
るもあん-しゃ

- シキクン社（四季）
しきくん-しゃ

- メラ
めら

- ピヤナン社（南山）
ぴやなん-しゃ

- エキジュウ
えきじゅう

- 突稜
とつりょう

- ピヤナン鞍部（中国語版）（思源啞口）
ぴやなん-あんぶ

- 有勝（勝光）
ゆうしょう

- 志良結（武陵農場（中国語版）口）
しりょうせつ

- 平岩山
ひらいわやま

- シカヤウ社（中国語版）（環山）
しかよう-しゃ

- 太保久（松茂）
たいほうきゅう

- サラマオ社（梨山）
さらまお-しゃ

### 乙線
新北市三峽区の大埔を起点とし、桃園市復興区の三民を終点とする支線である。全長14.15Km。

### 丙線
宜蘭県大同郷の牛闘橋との交差点を起点とし、同県五結郷の台2戊線との交差点（利沢簡付近）を終点とする支線道路である。全長約31.337Km。

### 丁線
宜蘭県員山郷の双連埤を起点とし、同県宜蘭市を終点とする支線道路である。全長16.153Km。2014年7月16日の行政院公告で、台9甲線の未開通区間が省道指定を廃止された際、既に開通していた東側区間を新たに省道指定したものである。